# Aiko, princezna Toši
Aiko, princezna Toši (敬宮愛子内親王 Toši-no-mija Aiko Naišinnó; * 1. prosince 2001 Kókjo) je členka japonské císařské dynastie. Je jediným dítětem císaře Naruhita a císařovny Masako Japonské.
Po jejím narození se vedla debata o japonském císařském nástupnictví. Někteří politici zastávali názor, že by se měla zrušit agnatická primogenitura (na císařský trůn mohou nastoupit pouze muži) původně implementovaná v roce 1889 a Spojenci za druhé světové války protlačená do japonské ústavy. Jakmile se však jejímu strýci a současnému korunnímu princi Fumihitovi, princi Akišinovi v září 2006 narodil syn Hisahito, stal se druhým v linii následnictví po svém otci. Aiko zůstává v současnosti právně nezpůsobilou zdědit trůn. Debata o možnosti nechat v budoucnu vládnout císařovny pokračuje.

## Narození
Princezna Aiko se narodila 1. prosince 2001 ve 14:43 v Nemocnici císařské domácnosti v Kókju jako první dítě a jediná dcera tehdejšího korunního prince a korunní princezny, Naruhita a Masako.
V rozporu s tradicí si jméno princezny zvolili její rodiče místo jejího dědečka, císaře Akihita. Bylo vybráno z článku 56 Li Lou II, jednoho z učení čínského filozofa Mencia. Aiko, křestní jméno princezny, je psáno znaky kandži pro „láska (愛)“ a „dítě (子)“ a znamená „člověk, který miluje ostatní“. Princezna má také císařský titul, princezna Toši (敬宮 toši-no-mija), což znamená „člověk, který respektuje ostatní“.

## Vzdělání
Princezna Aiko zahájila své vzdělání 3. dubna 2006 v mateřské škole Gakušúin. Mateřskou školu opustila 15. března 2008 a poté začala navštěvovat základní školu Gakušúin.
Na její osmé narozeniny bylo odhaleno, že její zájmy zahrnovaly psaní znaků kandži, kaligrafii, cvičení se švihadlem, hru na klavír a housle a psaní poezie.
Na začátku března 2010 začala Aiko vynechávat školu kvůli tomu, že nevycházela s jinými dětmi a byla šikanována spolužáky. Aiko se omezeně vrátila do školy dne 2. května 2010. Po návratu do školy řekla vyšší úřednice paláce, že na radu lékaře v domácnosti korunního prince navštěvuje omezený počet hodin v doprovodu své matky.

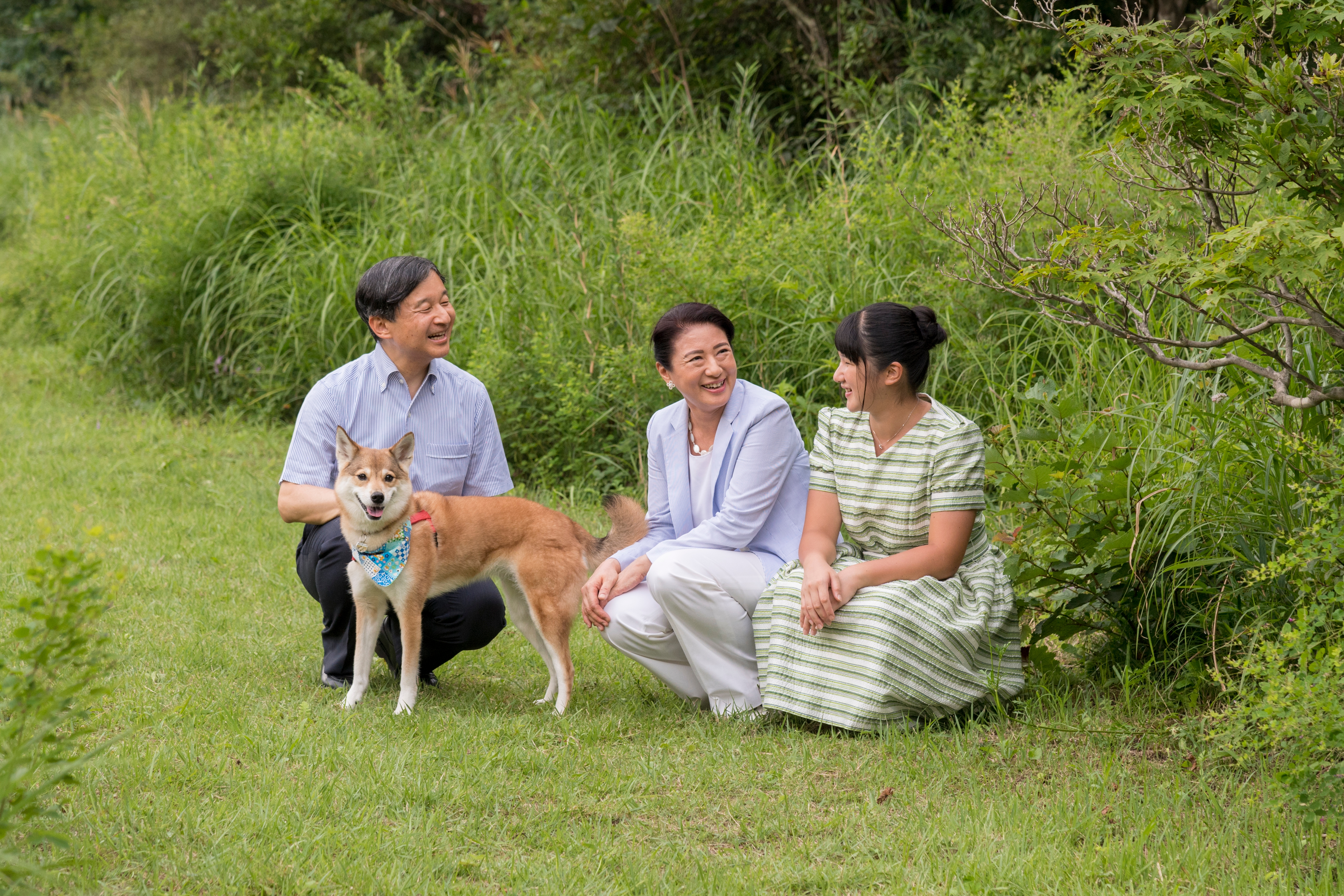
Aiko se svými rodiči v císařské vile Nasu v prefektuře Točigi v roce 2019

V listopadu 2011 byla Aiko hospitalizována kvůli zápalu plic. V roce 2014 se zapsala na dívčí střední školu Gakušúin.
V létě roku 2018 absolvovala svou první samostatnou cestu do zahraničí, aby se zúčastnila letního programu na Eton College ve Spojeném království. Zprávy od nejmenovaného palácového zdroje blízkého rodině uváděly, že Aiko poskytovala své matce Masako emoční podporu v její nové roli císařovny.
V únoru 2020 byla přijata na Univerzitu Gakušúin, kde vystudovala obor japonský jazyk a literatura.
Promovala 20. března 2024 a prohlásila, že „bude usilovat o vyvážení svých služebních povinností a práce... při plnění svých povinností jako členky císařské rodiny“. Svou závěrečnou práci napsala o princezně Šikiši a její waka (poezie v klasické japonské literatuře).

## Veřejný život
Od 16 let začala Aiko doprovázet své rodiče na veřejných vystoupeních. Nemohla se osobně zúčastnit žádného z obřadů při příležitosti nástupu na trůn svého otce, protože v té době byla ještě nezletilá.
Dne 15. září 2021 Aiko a její rodiče opustili palác Akasaka a přestěhovali se do tokijského císařského paláce.
Dne 5. prosince 2021, v neděli po svých 20. narozeninách, se zúčastnila formálních obřadů dosažení zletilosti a její otec, císař Naruhito, jí udělil velkostuhu Řádu drahocenné koruny. Během obřadů na sobě měla tiáru půjčenou od své tety, Sajako Kurody. 
Zúčastnila se oslav Nového roku 2022 v císařském paláci jako své první veřejné akce jako pracující člen císařské rodiny. Její první tisková konference se konala 17. března. Její další veřejné vystoupení bylo 5. listopadu, kdy se zúčastnila se svou sestřenicí princeznou Kako z Akišina takzvaného koncertu „Gagaku“, který pořádala Agentura císařské domácnosti. Dne 24. listopadu navštívila se svými rodiči výstavu v Národním muzeu v Tokiu.
Aiko 26. března navštívila Velkou svatyni Isu, kde nabídla Amaterasu tamaguši, a mauzoleum císaře Džimmu v Kašihaře v Naře, aby informovala jeho ducha o její promoci na univerzitě dne 27. března. Byly to její první samostatné návštěvy svatyně a mauzolea. Po absolvování univerzity začala 1. dubna 2024 pracovat v Japonské společnosti Červeného kříže, jejímž je její matka čestnou prezidentkou.
V říjnu 2024 uskutečnila svou první oficiální samostatnou císařskou návštěvu. Zúčastnila se sportovní soutěže v prefektuře Saga.

## Nástupnictví na trůn
Zákon o císařské domácnosti z roku 1947 zrušil japonskou šlechtu; podle ustanovení tohoto zákona byla císařská rodina zmenšena na potomky císaře Taišó. Zákony dědění v Japonsku zabraňují dědění po ženách nebo prostřednictvím nich.

### Debata

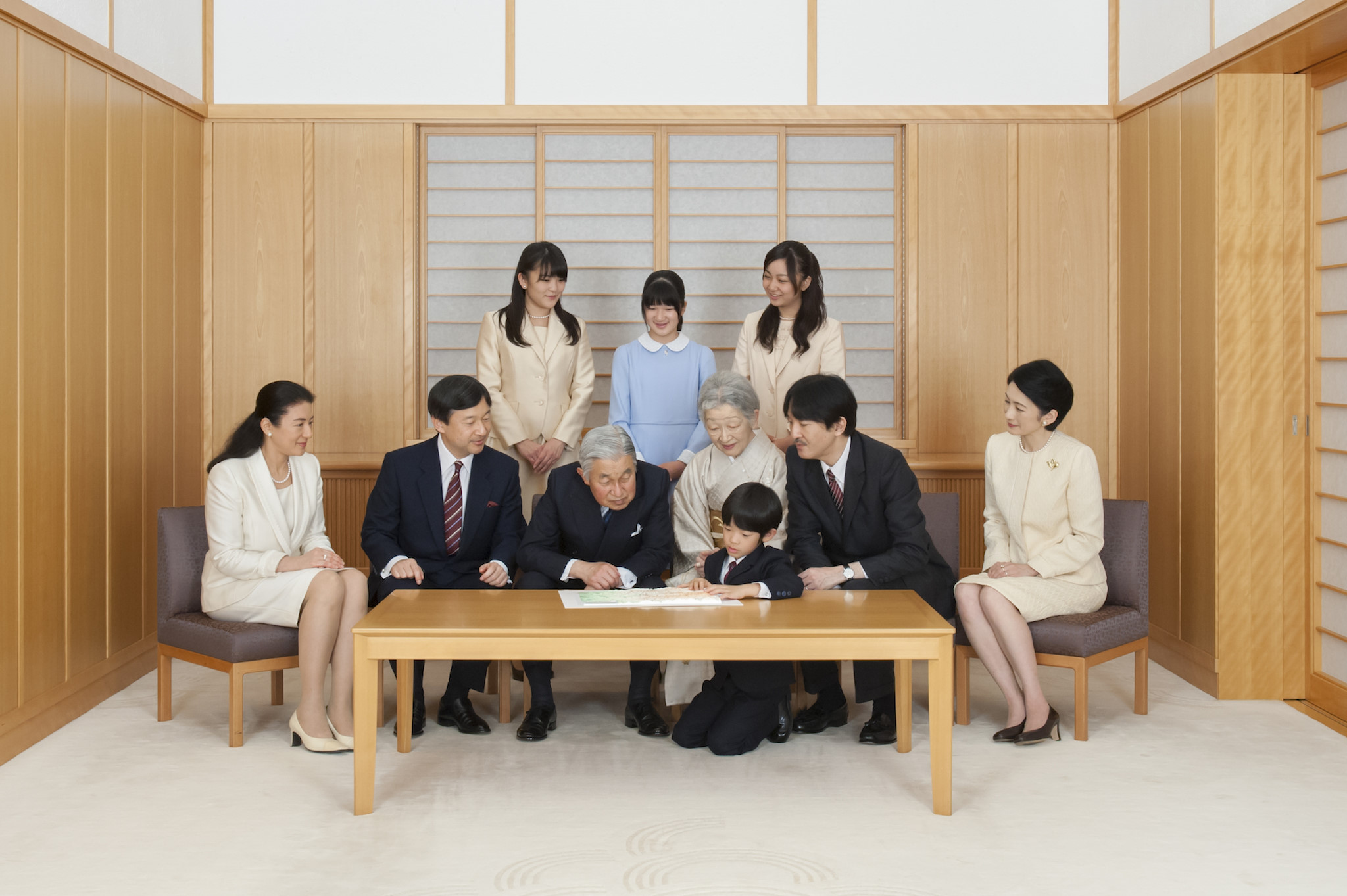
Princezna Aiko (stojící uprostřed) s císařskou rodinou (listopad 2013)

Narození princezny Aiko vyvolalo v Japonsku debatu o tom, zda by se měl zákon o císařské domácnosti z roku 1947 změnit ze současného systému patrilineární primogenitury na absolutní primogenituru, což by ženě jako prvorozené umožnilo zdědit Chryzantémový trůn před mladším bratrem nebo bratrancem. Ačkoli císařská dynastie měla v průběhu japonské historie deset vládnoucích císařoven, jejich nástupci byli vždy vybíráni z členů císařské krevní linie po otci, a proto někteří konzervativní vědci tvrdí, že vládnutí žen bylo dočasné a že nástupnická tradice pouze pro muže musí být v 21. století udržována. Ačkoli císařovna Gemmei byla na trůně následována svou dcerou, císařovnou Genšó, otec Genšó, princ Kusakabe, byl také členem císařské dynastie (syn císaře Temmu), a proto byla Genšó patrilineární potomek císařské pokrevní linie. Kromě toho byla sama císařovna Genšó následována synem jejího bratra, čímž se trůn udržel ve stejné patrilineární linii; Genšó i Genmej, stejně jako všechny ostatní císařovny, patřili ke stejné patrilinii.
Vládou jmenovaná skupina odborníků předložila dne 25. října 2005 zprávu, v níž doporučovala, aby byl císařský dědický zákon změněn tak, aby umožňoval absolutní primogenituru. Dne 20. ledna 2006 využil předseda vlády Džuničiró Koizumi část svého výročního hlavního projevu k řešení kontroverze, když se zavázal předložit návrh zákona, který umožní ženám nastoupit na trůn, aby nástupnictví na císařský trůn pokračovalo do budoucnosti stabilně. Koizumi neoznámil načasování zavedení legislativy ani neuvedl podrobnosti o jejím obsahu, ale poznamenal, že by to bylo v souladu se závěry vládního panelu z roku 2005.

### Narození bratrance
Návrhy na náhradu patrilineární primogenitury byly dočasně odloženy poté, co bylo v únoru 2006 oznámeno, že mladší bratr tehdejšího korunního prince, Fumihito, princ Akišino a jeho manželka Kiko, princezna Akišino, čekají své třetí dítě. Dne 6. září 2006 se princezně Kiko narodil jejich první syn Hisahito, který byl v době narození podle současného zákona třetím v pořadí na Chryzantémový trůn po svém strýci, tehdejším korunním princi, a jeho otci, princi Akišino. Princovo narození poskytlo prvního mužského dědice v císařské rodině za 41 let. Dne 3. ledna 2007 předseda vlády Šinzó Abe oznámil, že upustí od návrhu na změnu zákona o císařské domácnosti.
Průzkumy ukázaly 80% podporu veřejnosti pro nástupnictví žen. Manga od Kobajaši Jošinoriho s názvem Aiko Tennó ron (愛子天皇論 „Princezna Aiko jako císař“) vedla k debatám a také byla rozšiřována mezi členy Národního sněmu.

## Tituly, oslovení a vyznamenání
Japonský tisk na ni odkazuje jejím krátkým titulem „Toši-no-mija“ (Její Výsost princezna Toši) nebo úplným „Toši-no-mija Aiko Naišinnó“ (Její Výsost princezna Toši Aiko). Obecně mezi lidmi je označována jako „Aiko-sama“.

### Tituly a oslovení
Princezna Aiko je oslovována jako „Její císařská Výsost princezna Aiko“. Má také císařský titul „princezna Toši“ (敬 宮 toši-no-mija).

### Vyznamenání

#### Národní vyznamenání
- Japonsko:  Velkostuha Řádu drahocenné koruny (5. prosince 2021)[36]